# Aatos Erkko
Aatos Juho Michel Erkko (Helsinki, 16 de septiembre de 1932 - 5 de mayo de 2012) fue un escritor y periodista finlandés,
dueño de SanomaWSOY y del periódico Helsingin Sanomat, el más importante de Finlandia[actualizar], fundado por su abuelo Eero Erkko. Erkko obtuvo una Maestría en Ciencias y estudió periodismo en la Universidad de Columbia en Nueva York. Se casó con Jane Erkko.
En 2005, entró en la lista del periódico Iltalehti como el hombre más rico de Finlandia, con más de 192 millones de €.